# Zapora Toules

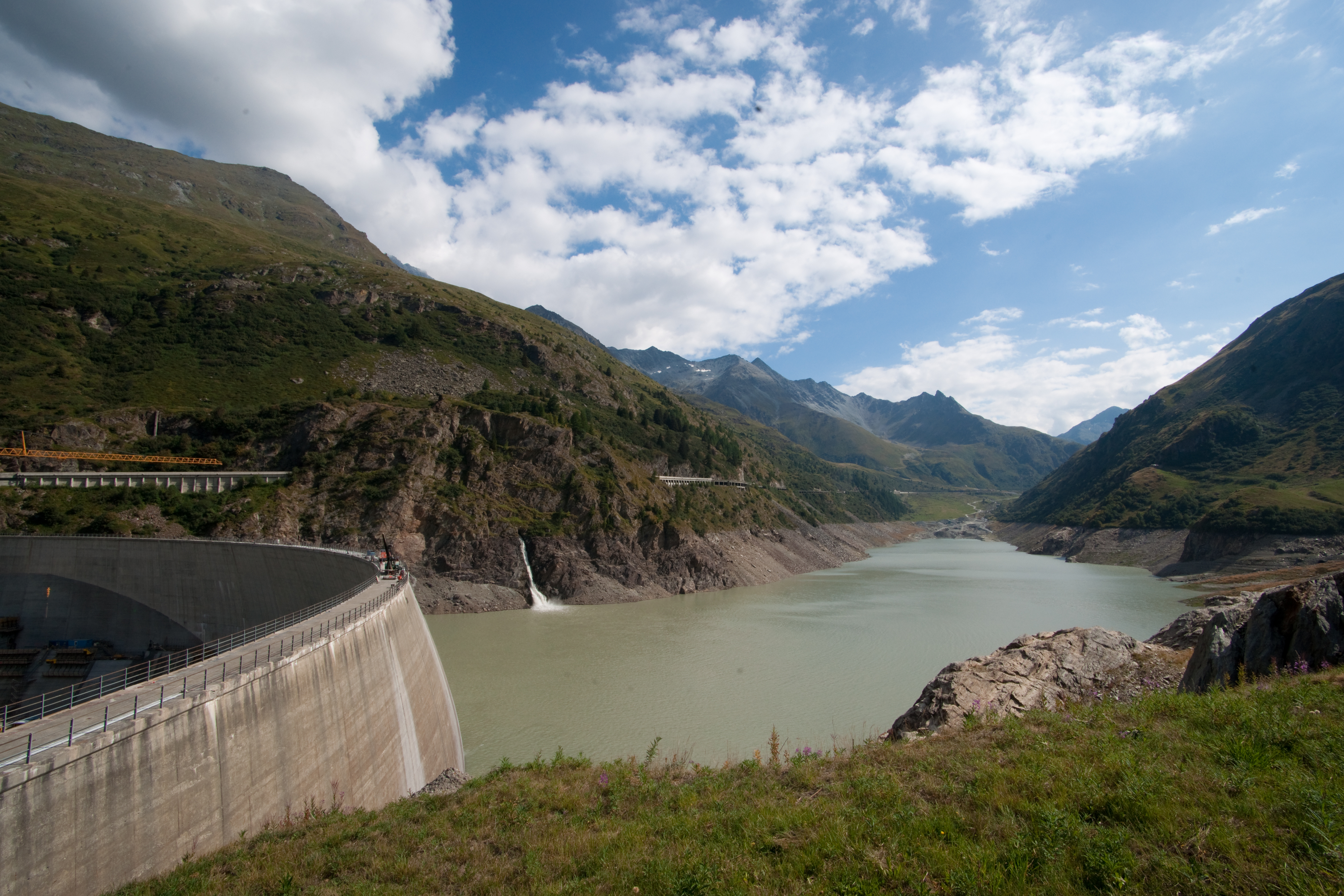
Zapora Toules w trakcie przebudowy (2009 r.)

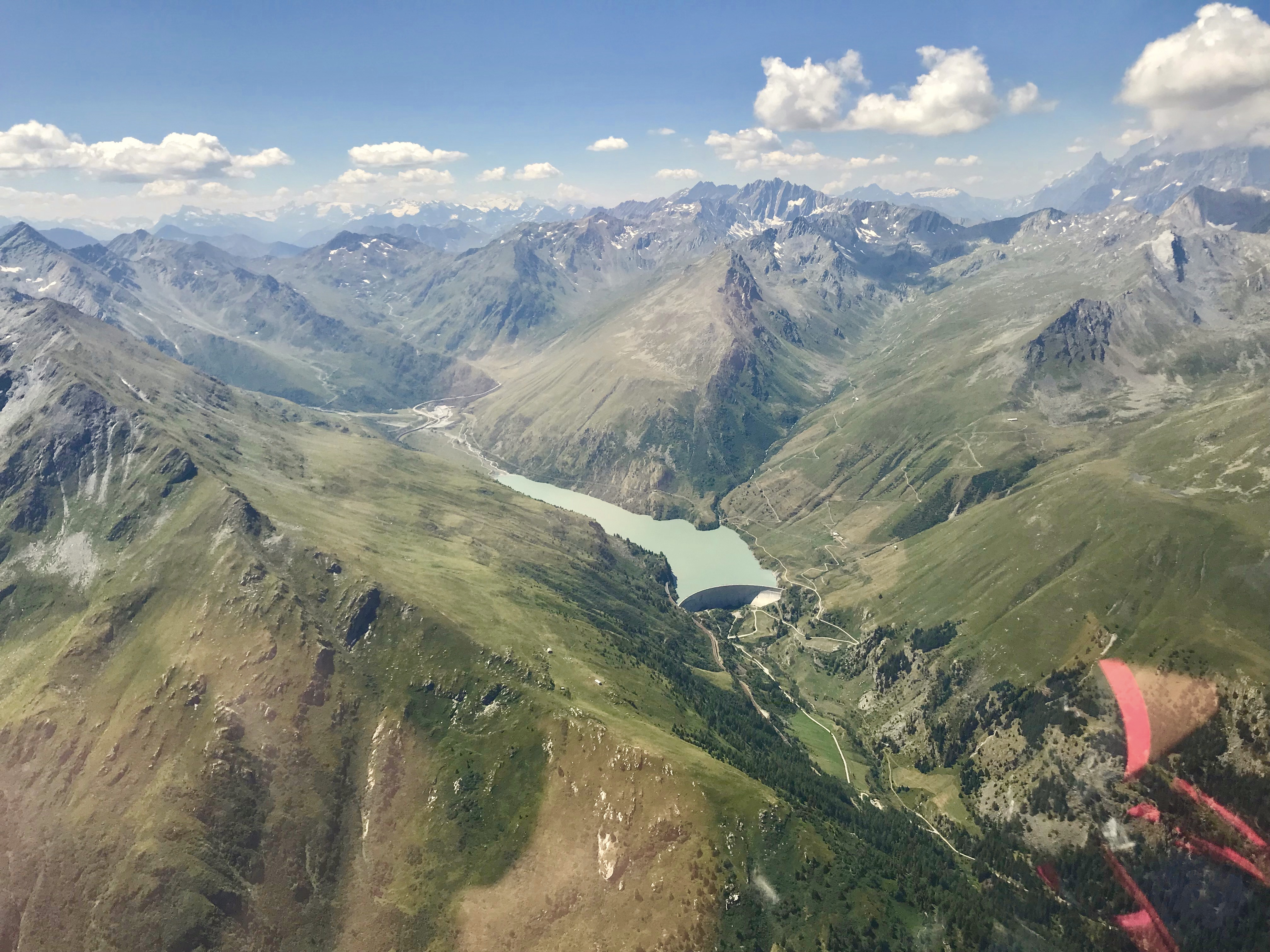
Zapora i zbiornik Toules po przebudowie (2018 r.)

Zapora Toules (fr. Barrage des Toules) – zapora wodna w dolinie Entremont w kantonie Valais w Szwajcarii. Na skutek jej budowy powstał zbiornik retencyjny Lac des Toules, którego wody wykorzystywane są do produkcji energii elektrycznej. Zaporą zarządzają FGB Forces Motrices du Grand-St-Bernard SA.

## Położenie
Zapora powstała na rzece Dranse d’Entremont, w górnej (południowej) części doliny Entrement, w Alpach Pennińskich. Wzniesiona została pomiędzy masywami Croix de Tsousse (2829 m n.p.m.) od wschodu i Becca Colin (2813 m n.p.m.) od zachodu. Znajduje się powyżej miejscowości Bourg-St-Pierre, u północnych podnóży Wielkiej Przełęczy Świętego Bernarda. Zapora powstała w szerokiej, polodowcowej dolinie U-kształtnej. Podłoże muru zapory stanowią naprzemianległe warstwy gnejsów i łupków mikowych.

## Charakterystyka zapory
Jest to zapora typu lekkiego, żelbetowa, o podwójnej krzywiźnie (skierowana wypukłością w stronę wysokiej wody). W momencie budowy była to pierwsza zapora tego typu w Szwajcarii. Zapora była budowana w dwóch etapach. Najpierw w latach 1955–1958, w oczekiwaniu na przebudowę drogi na Przełęcz Św. Bernarda, wybudowano niską (korona na wysokości 1751 m n.p.m.) zaporę pierwotną wraz z ujęciem wody użytkowej oraz ze spustem służącym do opróżniania zbiornika. Następnie do 1964 r. ukończono zaporę właściwą, dobudowaną do pierwotnej od strony niskiej wody.
Zapora ma wysokość (od podstawy fundamentu do szczytu korony) 86 m, długość wzdłuż korony 460 m podzieloną na 26 segmentów. Korona zapory znajduje się na wysokości 1811 m n.p.m. Grubość muru zapory u podstawy wynosi 20,5 m, grubość w koronie 4,5 m. Objętość muru zapory w chwili jej oddania do użytku wynosiła ok. 235 tys. m³. Wydajność upustów dennych wynosiła 80 m³/sekundę.
Z racji swych parametrów (wysokość powyżej 40 m i pojemność zbiornika powyżej 1 mln m³) zapora jest zaliczana do I klasy zapór według wymogów SFOE (Swiss Federal Office of Energy).

## Przebudowa zapory
W 2008 r. podjęto przebudowę zapory. Prace te, mające na celu wzmocnienie zapory, podniesienie bezpieczeństwa zapory przy maksymalnych stanach wody, a zwłaszcza dostosowanie jej do aktualnych warunków sejsmicznych (wymóg władz federalnych z 2003 r.), zakończyły się ww wrześniu 2011 r. W ich wyniku oba skrzydła muru zapory (sekcje 1-8 i 18-26) uzyskały od strony niskiej wody wzmocnienia do wysokości 1790 m n.p.m. wraz z biegnącymi w ich wnętrzu galeriami inspekcyjnymi, środkowe sekcje w miejscach połączeń zostały wzmocnione 9 filarami na wysokość 15 m od korony, a sama korona uzyskała nowy parapet od strony zbiornika wysokości 1 m. W celu poprawy wytrzymałości fundamentu 6000 m³ skał zostało zastąpionych litą belką betonową. Przepustowość przelewu powodziowego zwiększono do 145 m³/s.
Podczas przebudowy zużyto ok. 66 tys. m³ betonu, który był wytwarzany na miejscu. Kruszywo pochodziło z dna zbiornika, w którym na czas prac lustro wody zostało obniżone do 1780 m n.p.m. (pojemność spadła do 6,5 mln m³). Koszt przebudowy wyniósł ok. 39 mln CHF.

## Znaczenie energetyczne
W zespole zapory nie zabudowano elektrowni. Aby maksymalnie wykorzystać dużą energię zgromadzonej wody, jest ona ze zbiornika prowadzona podziemnymi sztolniami do systemu czterech, kaskadowo usytuowanych elektrowni wodnych. Ujęcie wody znajduje się przy zachodnim końcu zapory. Stąd spada ona sztolnią długości ok. 5 km do położonej ok. 480 m niżej elektrowni w Pallazuit (gmina Liddes; 1 turbina 40 MW), następnie napędza turbiny w Orsières (spadek 387 m, 4 turbiny po 7 MW), Les Prés Neufs (w Sembrancher, spadek 156 m, 3 turbiny po 5 MW) i w końcu w Martigny-Bourg (spadek 185 m, 3 turbiny po 7 MW), gdzie dopiero jest zrzucana do Rodanu. Jedynie dwie pierwsze elektrownie zużywają wyłącznie wody z zapory Toules, dwie kolejne wykorzystują również wody z innych źródeł.
Wyżej wymienione elektrownie odpowiadają za nieco ponad 1% szwajcarskiej produkcji energii hydroelektrycznej ze średnią 333 mln kWh rocznie, co odpowiada rocznej konsumpcji ok. 92 tys. gospodarstw domowych.

## Turystyka
Możliwe jest dojście dobrą drogą z dna doliny na zbocze ponad zachodnim końcem muru zapory. Sama zapora jest możliwa do zwiedzania jedynie po wcześniejszym zgłoszeniu w siedzibie FGB Forces Motrices du Grand-St-Bernard w Pallazuit, a wejście na jej koronę jest niedostępne dla osób postronnych. Po stronie wschodniej tuż nad murem zapory biegnie, przykryta otwartą galerią przeciwlawinową, droga nr 21 (szlak E27), prowadząca z doliny Rodanu na Przełęcz św. Bernarda i do tunelu pod nią.